# Angriff auf H-3
Irakische Invasion (1980)

Entegham – Kaman 99 – Chorramschahr – Sultan 10 – Scorch Sword – Abadan – Kafka – Ashkan – Morwarid – Dezful
Pattsituation (1981)

Tavakol – Susangerd – H-3
Iranische Offensiven zur Befreiung iranischen Territoriums (1981–82)

Samen-ol-A'emeh – Tariq al-Qods – Fath ol-Mobin – Beit ol-Moqaddas – Rückeroberung Chorramschahrs
Iranische Offensiven im Irak (1982–84)

Ramadan/1. Basra – Moslem Ibn Aqil – Muharram ol-Harram – Morgenröte 1 – Morgenröte 2 – Morgenröte 3 – Morgenröte 4 – Morgenröte 5/2. Basra – Kheibar/3. Basra – Kurdenaufstand – Morgenröte 6 – Morgenröte 7 – Hawizeh-Marschland
Iranische Offensiven im Irak (1985–87)

Badr/4. Basra – Morgenröte 8 – 1. al-Faw – Morgenröte 9 – Karbala 1 – Karbala 2 – Karbala 3 – Fath 1 – Karbala 4/5. Basra – Karbala 5/6. Basra – Karbala 6 – Karbala 7 – Karbala 8/7. Basra – Karbala 9 – Karbala10 – Nasr 4
Letztes Kriegsjahr (1988)

Beit ol-Moqaddas 2 – Anfal – Halabdscha – Zafar 7 – Tawakalna ala Allah – 2. al-Faw – Shining Sun – 40 Sterne – Mersad
Tankerkrieg

Earnest Will – Prime Chance – Eager Glacier – Nimble Archer – Praying Mantis
Internationale Vorfälle

Stark – Iran-Air-Flug 655
Der Angriff auf H-3 bezeichnet eine militärische Operation der iranischen Luftwaffe im Ersten Golfkrieg gegen den Flugplatz H-3 der irakischen Luftwaffe am 4. April 1981.
Um vor iranischen Luftangriffen nach Beginn des Ersten Golfkriegs geschützt zu sein, verlegte Saddam Hussein seine schweren Bomber vom Typ Tu-22, Tu-16 sowie Kampfflugzeuge vom Typ Su-20 und MiG-23 möglichst weit weg, an den Luftwaffenstützpunkt Al-Waleed nahe der jordanischen Grenze.
Die iranische Luftwaffe plante den Anflug nicht über den Irak, sondern zuerst an der türkischen, dann an der syrischen Grenze entlang. Acht Flugzeuge des Typs McDonnell F-4 sollten die Bombenlast befördern, vier Grumman F-14 Begleitschutz vor irakischen Abfangjägern geben und je zwei Tankflugzeuge des Typs Boeing KC-135 und Boeing KC-33A für die Luftbetankung sorgen, ohne die ein Hin- und Rückflug aufgrund der Entfernung nicht möglich gewesen wäre. Die irakische Luftverteidigung rechnete nicht mit einem iranischen Angriff, so dass die iranischen Flugzeuge mehrfach den Stützpunkt anfliegen konnten.
Die iranische Luftwaffe konnte bei dieser Operation 46 irakische Flugzeuge ohne eigene Verluste zerstören. Der Angriff auf H-3 war nach dem Sechstagekrieg (israelische Luftwaffe gegen ägyptische Luftwaffe) der Luftangriff, bei dem zahlenmäßig die meisten Flugzeuge zerstört wurden.